# Gemeinde Slovenska Bistrica

Nachbargemeinden

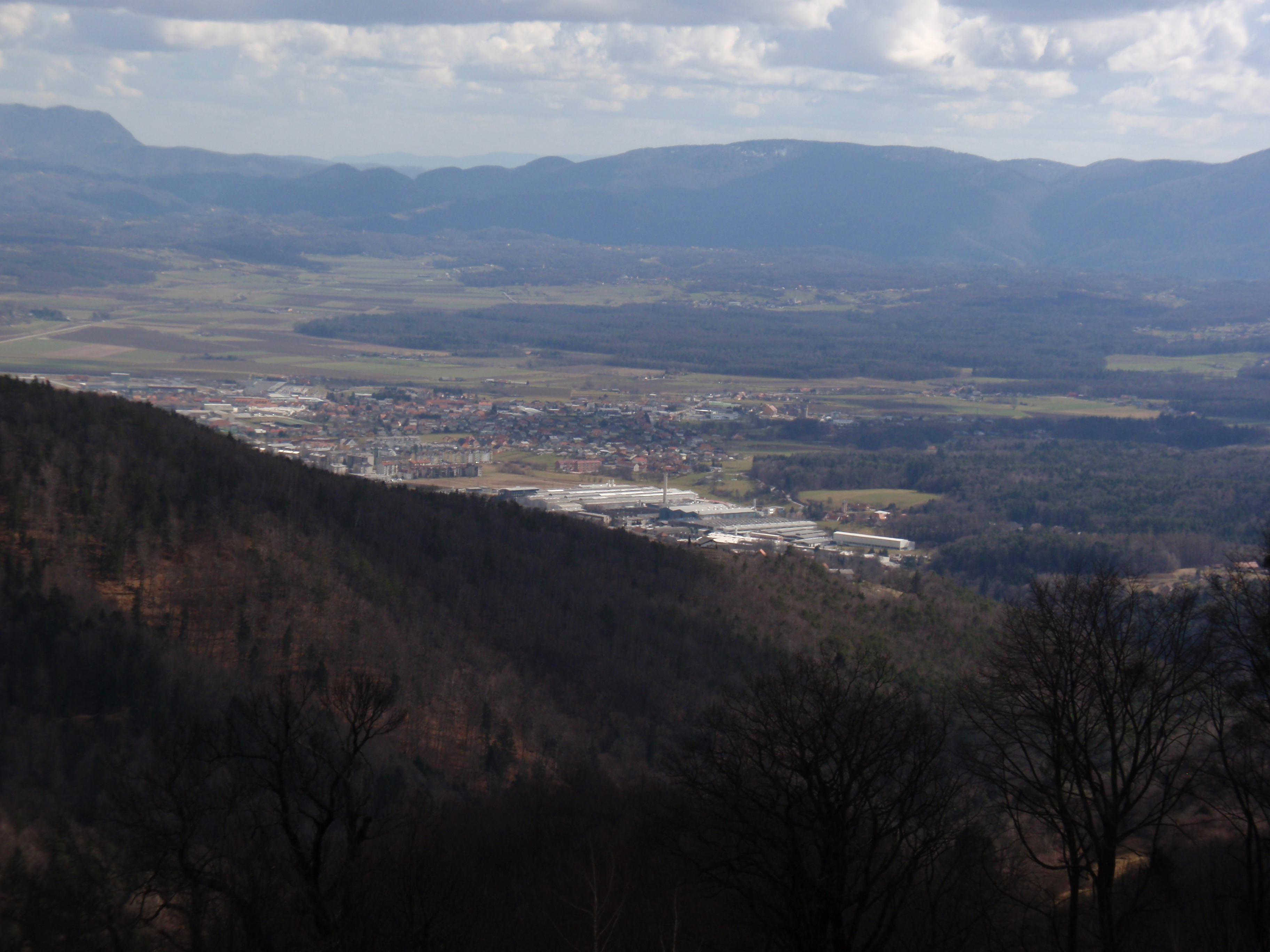
Slovenska Bistica vom Bachergebirge

Die Gemeinde Slovenska Bistrica (slowenisch: Občina Slovenska Bistrica) ist eine Gemeinde (Občina) in der historischen Landschaft Spodnja Štajerska (Untersteiermark), heute statistische Region Podravska. Benannt ist sie nach ihrem Hauptort, der Stadt Slovenska Bistrica.

## Lage
Die Gemeinde Slovenska Bistrica liegt in der südwestlichen Ecke des Dravsko polje (Draufeld) auf dem Weg von Maribor nach Ljubljana. Maribor befindet sich in nördlicher Richtung etwa 20 km entfernt. Mit einer Fläche von etwa 260 km² gehört die Gemeinde zu den größeren in der Region und umfasst dementsprechend sehr viel Umland. Etwa zwei Drittel wird vom dünn besiedelten Pohorje (Bacherngebirge) eingenommen. Die höchste Erhebung ist die Rogla mit 1517 m. i. J., die sich im äußersten Nordwesten befindet.

## Ortschaften und Siedlungen der Gemeinde
Die Gemeinde umfasst 79 Ortschaften und Siedlungen. Die deutschen Exonyme in den Klammern wurden bis zum Abtreten des Gebietes an das Königreich der Serben, Kroaten und Slowenen im Jahr 1918 vorwiegend von der deutschsprachigen Bevölkerung verwendet und sind heutzutage größtenteils unüblich:
1. Bojtina (Woitina)
2. Brezje pri Slovenski Bistrici (Wresie)
3. Bukovec (Buchberg)
4. Cezlak (Ceslak)
5. Cigonca (Ziegelstatt)
6. Črešnjevec (Kerschbach)
7. Devina
8. Dolgi Vrh (Langenberg)
9. Drumlažno (Dromlaschno)
10. Farovec (Farovetz)
11. Fošt (Fassberg)
12. Frajhajm (Freiheim)
13. Gabernik (Gabernigg)
14. Gaj
15. Gladomes (Gladonies)
16. Hošnica (Hoschnitz)
17. Ješovec (Jeschovetz)
18. Jurišna vas (Juritschendorf)
19. Kalše (Kalsche)
20. Kebelj (Köbl)
21. Klopce (Klobza)
22. Kočno ob Ložnici (Kotschno)
23. Kočno pri Polskavi
24. Korplje (Korple)
25. Kostanjevec (Köstendorf)
26. Kot na Pohorju (Winkel im Bachern)
27. Kovača vas (Schmidsberg)
28. Križni Vrh (Kreuzberg bei Windisch-Feistritz)
29. Laporje (Laporje, Labriach)
30. Leskovec (Leskovetz)
31. Levič (Levitsch)
32. Lokanja vas (Walkersdorf)
33. Lukanja (Lokanja)
34. Malo Tinje (Kleintainach)
35. Modrič (Modritsch)
36. Nadgrad
37. Nova Gora nad Slovensko Bistrico (Neuberg)
38. Ogljenšak (Kohlberg)
39. Ošelj (Ossel)
40. Planina pod Šumikom (Alpen)
41. Podgrad na Pohorju (Hasenburg)
42. Pokoše (Pokosche)
43. Pragersko (Pragerhof)
44. Preloge (Prelloge)
45. Prepuž (Prepusch)
46. Pretrež (Pretresch)
47. Radkovec (Radkovetz)
48. Razgor pri Žabljeku (Rasgor)
49. Rep (Repp)
50. Ritoznoj (Rittersberg)
51. Sele pri Polskavi (Seeldorf)
52. Sevec (Sewetz)
53. Slovenska Bistrica (Windisch-Feistritz)
54. Smrečno (Schmeretzen)
55. Spodnja Ložnica (Unterlosnitz)
56. Spodnja Nova vas (Unterneudorf)
57. Spodnja Polskava (Unterpulsgau)
58. Spodnje Prebukovje (Unterbreitenbach)
59. Stari Log (Altenwald)
60. Šentovec (Schentowetz)
61. Šmartno na Pohorju (Sankt Martin am Bachern)
62. Tinjska Gora (Tainachberg)
63. Trnovec pri Slovenski Bistrici (Ternowetz)
64. Turiška vas na Pohorju (Jurtschendorf)
65. Urh (Sankt Ulrich)
66. Veliko Tinje (Großtainach)
67. Videž (Waidisch)
68. Vinarje (Vianaria)
69. Visole (Gieskübl)
70. Vrhloga (Obernau)
71. Vrhole pri Laporju (Werholle bei Feistritz)
72. Vrhole pri Slovenskih Konjicah (Werholle bei Gonobitz)
73. Zgornja Bistrica (Oberfeistritz)
74. Zgornja Brežnica (Oberbresnitzen)
75. Zgornja Ložnica (Oberlosnitz)
76. Zgornja Nova vas (Oberneudorf)
77. Zgornja Polskava (Oberpulsgau)
78. Zgornje Prebukovje (Oberbreitenbach)
79. Žabljek (Krottendorf)

## Sehenswürdigkeiten
- Schloss Slovenska Bistrica (deutsch: Windischfeistritz)

- Sehenswürdigkeiten in der Umgebung: Freilichtmuseum Partisanenlazarett Jesen und Žabljek-Landschaftsschutzpark

## Nachbargemeinden
| Lovrenc na Pohorju | Ruše, Hoče-Slivnica                         | Rače-Fram           |
| Zreče              | Kompassrose, die auf Nachbargemeinden zeigt | Kidričevo, Majšperk |
| Oplotnica          | Poljčane, Slovenske Konjice                 | Makole              |

## Verkehr
Slovenska Bistrica liegt direkt an der Autobahn A1. Auf dem Gemeindegebiet gibt es die beiden Anschlussstellen Slovenska Bistrica-sever (Slovenska Bistrica-Nord), die sich etwas nördlich der Stadt befindet und Slovenska Bistrica-jug (Slovenska Bistrica-Süd), welche direkt ins Stadtzentrum führt.
Außerdem verläuft die Bahnstrecke von Zidani Most nach Šentilj durch die Kommune, sie wird durch zwei Bahnhöfe an sie angeschlossen. Der wichtigere von beiden ist Pragersko in der gleichnamigen Ortschaft. Dabei handelt es sich um einen Kreuzungsbahnhof, von dem die Bahnstrecke Richtung Ormož und damit Richtung Čakovec und Budapest abzweigt, dadurch wird er als Intercity-Halt geführt. Der zweite Bahnhof ist Slovenska Bistrica. Trotz des Namens liegt er etwa 4 km stadtauswärts in einem Feld, was ihn für den Personenverkehr wesentlich unattraktiver macht.

## Geschichte
Auf dem Gebiet der Gemeinde Slovenska Bistrica wurden zehn Massengräber aus der Zeit des Zweiten Weltkriegs gefunden.